# Södra hamnbanan
Södra hamnbanan i Göteborg var en järnväg till flera av kajerna längs den södra stranden av Göta älv. Som station hette den Göteborgs Västra.
Banan utgick från Skansbangården, som fått sitt namn från Skansen Lejonet på Gullbergsvass. Den gick via Lilla Bommen, Packhuskajen, Skeppsbron, Masthuggskajen, Stigbergskajen, Fiskhamnen och Majnabbe till Carnegies bryggerier vid Klippan. Flera stora bangårdar fanns.
Banans viktigaste uppgift var att förbinda hamnen med järnvägsnätet. Större delen av trafiken utgjordes av gods för omlastning till och från båtar, och en mindre del var gods för industrier längs sträckan.
Även persontrafik förekom i form av båttåg till Amerikabåtarna vid Stigbergskajen. Personvagnarna drogs via hamnbanan till Centralstationen för att där kopplas in i tåg till Stockholm.
Hamntrafiken i området avtog då gods började fraktas i containrar i stor utsträckning, vilket krävde större fria ytor som saknades i banans trafikområde. Konsumenterna har med tiden köpt mer och mer varor, och större och större mängder varor krävde större hamnar. Banan avvecklades ganska snabbt under 1970-talet och var helt riven framåt 1980. Större delen används nu som cykelbana. Södra älvstrandens hamnar används nu mest för bilfärjor och för att ta in fisk från fiskebåtar, och för små lokala passagerarbåtar, Älvsnabben. Större fraktfartyg lägger till på Norra älvstranden, utanför Älvsborgsbron, dit Göteborgs hamnbana (förr kallad Norra hamnbanan) går.